# ザ・マフス
ザ・マフス (The Muffs) はアメリカのロックバンド。1991年に結成、ロサンゼルスを拠点として、何度か活動休止を挟みつつ、活動を続けていた。
2019年10月2日、ボーカルのキム・シャタックが、筋萎縮性側索硬化症の合併症により亡くなったため、解散した。

## メンバー
- キム・シャタック ボーカル、ギター担当 ※2019年死去
- ロニー・バーネット ベース、バッキングボーカル担当
- ロイ・マクドナルド ドラムス担当

## ディスコグラフィー

### アルバム
- The Muffs （1993年）
- Blonder and Blonder （1995年）
- Happy Birthday to Me （1997年）
- Alert Today, Alive Tomorrow （1999年）
- Really Really Happy （2004年）
- Whoop Dee Doo（2014年）
- No Holiday（2019年）

### コンピレーション・アルバム
- Hamburger （2000年）
- Kaboodle（2011年）

### シングル
- New Love（1991年）
- Guilty（1991年）
- I Need You（1992年）
- Big Mouth（1993年）
- Lucky Guy（1993年）
- Everywhere I Go（1993年）
- Sad Tomorrow（1995年）
- I'm A Dick（1996年）
- Outer Space（1998年）
- Happening（1999年）
- No Action（2000年）
- Really Really Happy（2004年）
- A Lovely Day Boo Hoo（2019年）